# Anferding
Anferding ist eine Ortschaft in der österreichischen Gemeinde St. Georgen am Fillmannsbach im Bezirk Braunau am Inn, Oberösterreich, mit 26 Einwohnern (Stand 1. Jänner 2024). Der Weiler liegt rund 2,5 km nordöstlich des Gemeindehauptortes St. Georgen.